# Дараганово (Сумская область)
Дараганово (укр. Дараганове) — село,
Хоружевский сельский совет,
Недригайловский район,
Сумская область,
Украина.
Код КОАТУУ — 5923586703. Население по переписи 2001 года составляло 48 человек .

## Географическое положение
Село Дараганово находится на водоразделе рек Хусь и Терн.
Примыкает к селу Зеленое.
По селу протекает пересыхающий ручей с запрудой.
Рядом проходит автомобильная дорога Т-1917.

## Экономика
- Птице-товарная ферма.